# Onesiomima pamirica
Onesiomima pamirica är en tvåvingeart som beskrevs av Boris Borisovitsch Rohdendorf 1962. Onesiomima pamirica ingår i släktet Onesiomima och familjen spyflugor. Inga underarter finns listade i Catalogue of Life.